# Stigmella rhynchosiella
Stigmella rhynchosiella là một loài bướm đêm thuộc họ Nepticulidae. Nó được miêu tả bởi Vári năm 1955. Nó được tìm thấy ở Nam Phi (Nó đã dược miêu tả ở Pretoria).
Ấu trùng ăn Rhynchosia nitens. Chúng có thể ăn lá nơi chúng làm tổ.